# Luka Majcen
Luka Majcen (sinh 25 tháng 7 năm 1989) là một cầu thủ bóng đá Slovenia thi đấu cho Triglav Kranj.